# Bataille de Nauloque
La bataille de Nauloque est la victoire décisive que remporta le 3 septembre 36 av. J.-C. la flotte de Marcus Vipsanius Agrippa sur celle de Sextus Pompée.

## Le contexte
Alors que la République romaine est partagée entre Marc Antoine en Orient et Octave en Occident, Sextus Pompée, fils du Grand Pompée, contrôle la Sicile et la Sardaigne avec sa puissante flotte et met en danger le ravitaillement de l'Italie. Antoine prête une partie de sa flotte pour aider Octave mais elle ne lui sera jamais rendue.
Agrippa entraîne ses marins à l'intérieur des terres sur des lacs puis défait près de Milazzo Sextus Pompée lequel bat la flotte d'Octave au large de Taormina.

## La bataille
Nauloque, en latin Naulochus est un port de Sicile près du cap Pélore. Devant le promontoire de Nauloque, Agrippa rencontre la flotte de Sextus. Chacune des deux flottes est composée de 300 bateaux, mais Agrippa a des unités plus lourdes, armées avec le harpax (grappin d'abordage) et une évolution de corvus (ponton d'abordage). Agrippa utilise ses nouvelles armes à merveille, réussissant à bloquer les bateaux de Sextus Pompée.
Agrippa remporte la bataille après un long et sanglant combat. Il ne perd que trois navires, alors que seuls 17 navires de Sextus Pompée réussissent à se sauver. 28 sont coulés et les autres sont brûlés ou capturés.

## Conséquences
Après sept années, la Sicile est finalement reprise à Sextus Pompée.
Ce dernier atteint Messine, puis se dirige avec sept navires vers Milet. C'est là qu'il est défait par Marc Antoine en l'an 35 av. J.-C.
Octave et Lépide ont défait la dernière résistance des pompéiens en Sicile. Plus tard, après une habile intrigue, Octave pourra dépouiller astucieusement Lépide de sa charge politique et militaire et deviendra le seul dirigeant de la partie occidentale de l'Empire romain.

## Sources
Cet article comprend des extraits du Dictionnaire Bouillet. Il est possible de supprimer cette indication, si le texte reflète le savoir actuel sur ce thème, si les sources sont citées, s'il satisfait aux exigences linguistiques actuelles et s'il ne contient pas de propos qui vont à l'encontre des règles de neutralité de Wikipédia.
1. ↑  Norwich, John Julius (1929-....). (trad. de l'anglais), Histoire de la Sicile : de l'Antiquité à Cosa Nostra, Paris, Tallandier, 2018, 477 p. (ISBN 979-10-210-2876-0, OCLC 1038053850, lire en ligne), p. 85